# Nancys Rubias (альбом)
Nancys Rubias — перший студійний альбом однойменного іспанського гурту Nancys Rubias. До альбому увійшли 13 композицій, 3 з яких стали синглами.

## Трек-лист
- 1 … 0:37
- 2 Nancy Radio 3:34
- 3 Maquíllate 3:19
- 4 Moléculas Inestables 3:19
- 5 In & Out 3:58
- 6 Nancys Rubias 3:31
- 7 Bailar Para Olvidar 3:52
- 8 Sálvame 4:03
- 9 Hacia El Infinito 3:46
- 10 Solo Te Gusta Lo Que Brilla 3:05
- 11 Eternamente Juntos 3:45
- 12 Barbi Debe Morir 2:43
- 13 Canción Para Una Siniestra 3:24

## Кліпи
1. Maquíllate
2. Nancys Rubias
3. Sálvame